# Constantijn Huygens
Constantijn Huygens (Den Haag, 4 september 1596 – aldaar, 28 maart 1687) was een Nederlandse dichter, diplomaat, geleerde, componist, architect en polyglot.
Huygens staat bekend als een van de grootste dichters uit de Gouden Eeuw. Hij was tevens secretaris van twee prinsen van Oranje: Frederik Hendrik en Willem II. In Voorburg liet hij het nog steeds bestaande buiten Hofwijck bouwen, bedoeld om even bij te kunnen komen van de Haagse politiek.
Huygens bespeelde verschillende instrumenten (luit, gitaar, viola da gamba en klavecimbel) waarvoor hij een groot aantal werken schreef. Muziek vond hij belangrijker dan zijn letterkundige werken, die hij volgens eigen zeggen in zijn weinige vrije tijd schreef.
Constantijn Huygens hield zich ook bezig met parfumerie. Hij experimenteerde met geuren en benaderde parfumerie als wetenschap, waarbij hij het ook inzette om zijn sociale en intellectuele netwerk te versterken.
Hij was de vader van de staatsman en natuurkundige Constantijn Huygens jr. en de geniale natuur- en wiskundige Christiaan Huygens. Hij deelt een graf met zijn zoon Christiaan in de Grote Kerk in Den Haag.
Naar Huygens is een literaire prijs genoemd, de Constantijn Huygens-prijs en het Huygens Instituut voor Nederlandse Geschiedenis.

## Biografie

### Jeugdjaren

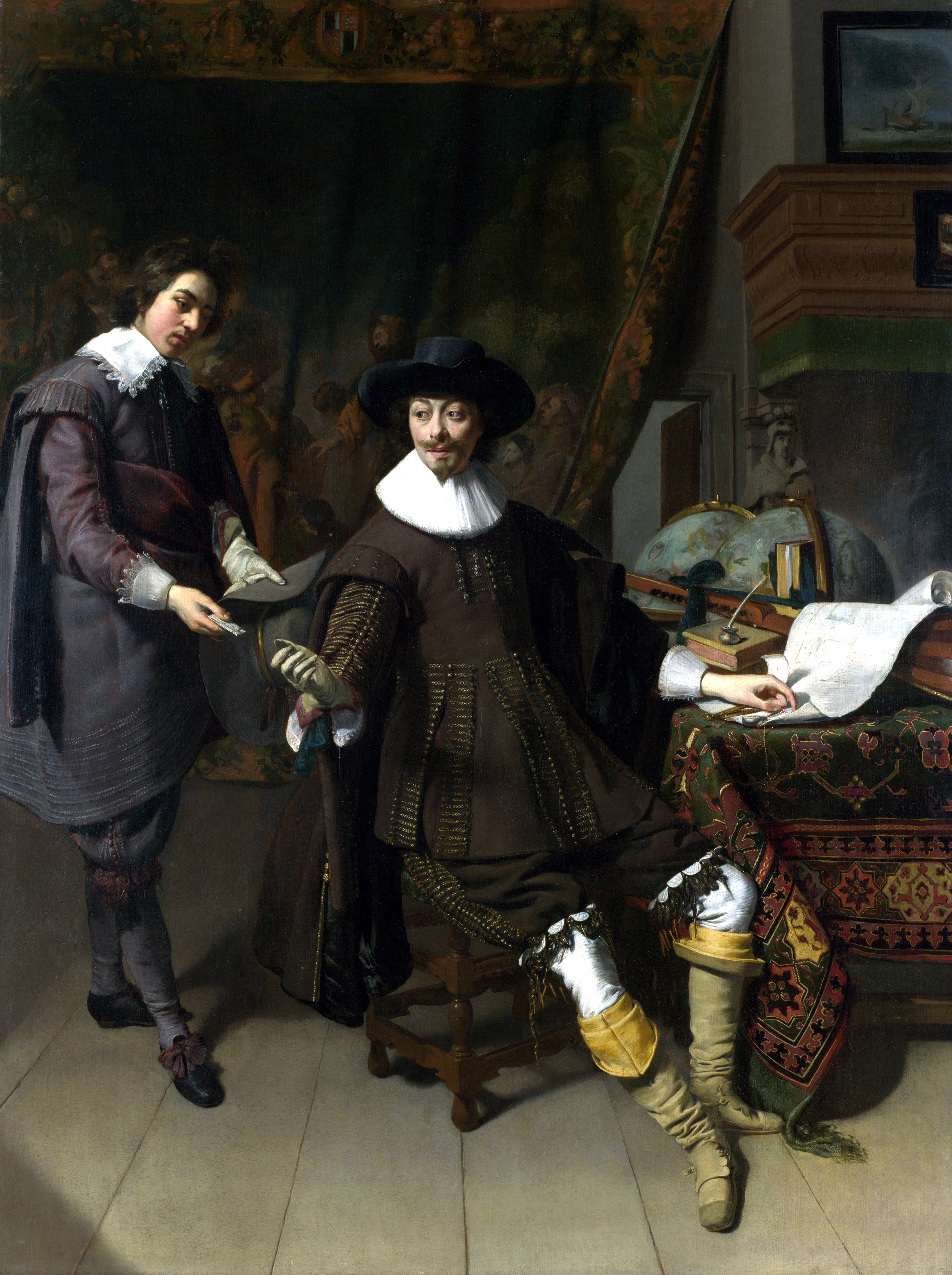
Constantijn Huygens en zijn secretaris, geschilderd door Thomas de Keyser in 1627, met rechtsboven een schilderij van Jan Porcellis.

Constantijn Huygens werd geboren op 4 september 1596 te 's-Gravenhage, als tweede zoon van Christiaan Huygens (senior) – secretaris van de Raad van State – en Susanna Hoefnagel, een zuster van de Antwerpse schilder Joris Hoefnagel. De naam Constantijn verwijst naar de constantia, de standvastigheid van de stad Breda in de vrijheidsstrijd (Constantijns peetoom was burgemeester van Breda). Constantijns moeder Susanna kwam uit Antwerpen. In zijn komedie Trijntje Cornelis (1653) gaf Huygens het Antwerps, dat hij kende van zijn moeder in zijn jeugd en de latere bezoeken aan Antwerpen, zeer fraai en treffend weer.

#### Muziek
Constantijn kreeg een gedegen opvoeding en ontpopte zich al vroeg als een begaafd kind. Zijn vader had zo zijn eigen opvattingen over educatiemethoden en hield zijn kinderen thuis om ze daar deels door hemzelf, deels door zorgvuldig geïnstrueerde gouverneurs, te laten onderwijzen. Vanaf Constantijns vijfde jaar kregen hij en zijn broer Maurits muziekonderricht. Ze begonnen met zanglessen en leerden noten lezen met behulp van goudkleurige knopen op hun jasjes. Opvallend is dat Christiaan sr. de jongens het 'moderne' systeem van zeven notennamen bijbracht, in plaats van de traditionele maar veel ingewikkeldere hexachorden. Twee jaar later begonnen de eerste lessen op de viola da gamba. Daarna volgden de luit en het klavecimbel. Met name voor het luitspel legde Constantijn een uitzonderlijk talent aan de dag. Reeds op zijn elfde werd hem gevraagd luit te spelen voor een groep Deense gezanten; in 1618, op zijn eerste diplomatieke reis, speelde hij voor koning Jacobus I van Engeland.

#### Talen
Het lezen en schrijven en vreemde talen leren de kinderen van Christiaan en Susanna spelenderwijs. Frans krijgen zij onder de knie door gebeden op te zeggen in het Frans en het spreken in het Frans leerden zij van gevluchte Franse hugenoten.
Daarnaast leerde hij Latijn en op latere leeftijd Italiaans en Engels. Verder bleek hij een uitstekend rekenaar en schrijver. Op zijn elfde schreef hij zijn eerste Latijnse versjes. Hij bestudeerde de klassieke schrijvers, maar zijn ouders waakten ervoor dat hij een boekenwurm zou worden. Het praktisch doel, de vorming tot een welopgevoed staatsburger, stond voorop. Daarom leerde hij eveneens paardrijden, schermen, tekenen en boetseren. Deze stimulans tot zelfontplooiing kwam gedeeltelijk voort uit het humanistische gedachtegoed, maar vooral uit het calvinistische, dat ontplooiing van de door God gegeven talenten nastreefde.

#### Broer en zusters
Naast zijn broer Maurits had Constantijn vier jongere zusters, Elisabeth (overleden 1612, veertien jaar oud), Catharina (overleden 1618, zeventien jaar oud), Geertruyd (drie jaar jonger dan Constantijn) en Constantia (zes jaar jonger dan Constantijn). 

#### Eerste gedicht

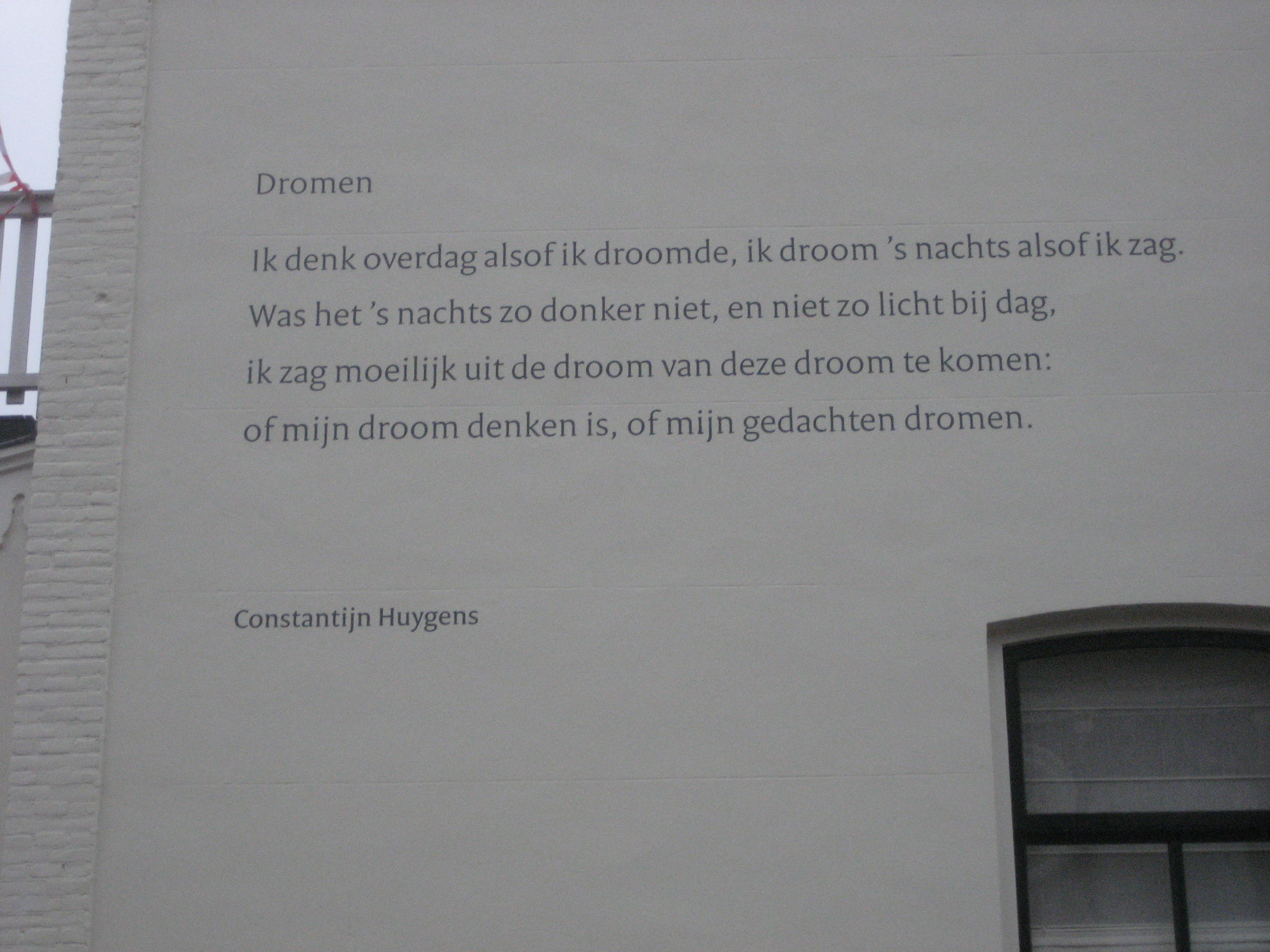
Gedicht Dromen van Huygens op een muur in Den Haag

In de periode van het Twaalfjarig Bestand volgde Constantijn onderwijs in wiskunde, rechten en logica en leerde hij daarnaast omgaan met piek en musket. In 1614 kreeg hij les van Pieter de Vooys op het spinet. Eveneens in 1614 schreef hij zijn eerste Nederlandse gedicht, geïnspireerd door de Franse dichter Du Bartas, waarin hij het boerenleven prijst.

#### Eerste liefde
Op zijn negentiende kreeg Huygens een verhouding met Dorothea van Dorp, een vier jaar oudere vrouw uit Den Haag. De relatie kwam in 1616 tot een einde toen Dorothea verliefd werd op een ander. Enkele jaren later zou opnieuw een hechte vriendschap ontstaan tussen Huygens en Van Dorp, maar het kwam ook toen niet tot een huwelijk.

### Studie
In 1616 trokken Maurits en Constantijn naar de academie in Leiden, waar zij zich lieten inschrijven voor de studie rechten. Hun studie was vooral bedoeld om maatschappelijke contacten te leggen die hen later zouden kunnen helpen bij het opbouwen van een loopbaan. Maurits werd al spoedig teruggeroepen om zijn zieke vader te assisteren bij zijn werkzaamheden als secretaris van de Raad van State. Constantijn rondde zijn studie af in 1617 en keerde daarna terug naar Den Haag.
In 1618 volgde Constantijn een korte stage (zes weken) bij Athonis de Hubert, een advocaat in Zierikzee. De Hubert was iemand die zeer begaan was met de taal en letteren. Hij pleegde bijvoorbeeld in 1623 overleg met Hooft, Reael en Vondel over taal en spelling.

### Jong diplomaat
In het najaar van 1618 kreeg Constantijn een plaats in het gevolg van Dudley Carleton, de Engelse gezant bij de Staten, die voor korte tijd naar Engeland ging. Ook Jacob de Gheyn reisde mee. In de zomer verbleef Huygens in Londen in de woning van de Nederlandse ambassadeur Noël de Caron. Daar leerde hij veel mensen kennen en kon hij zijn Engels oefenen.

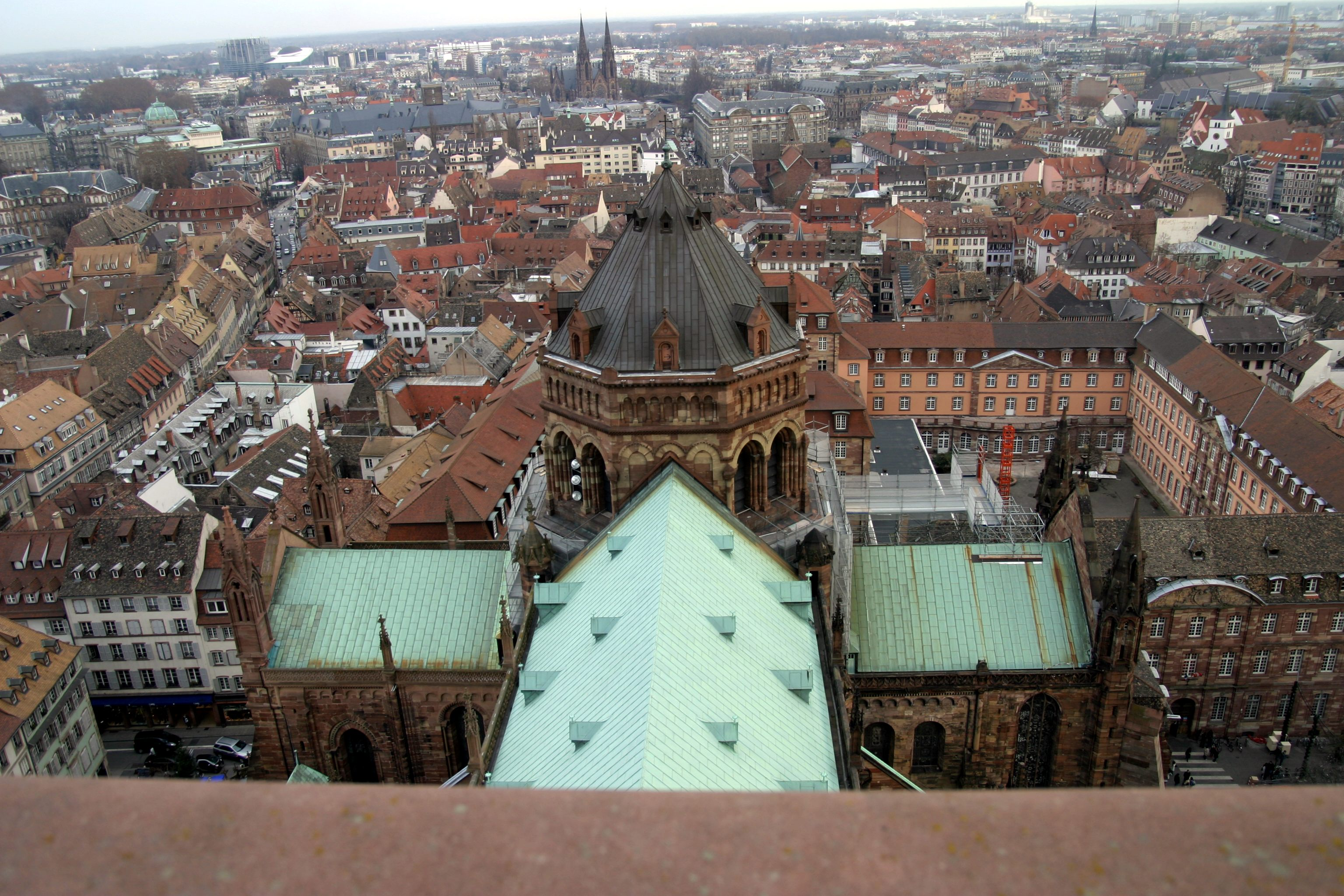
Panorama vanaf het platform onder de torenspits van Straatsburg. Huygens klom nog hoger.

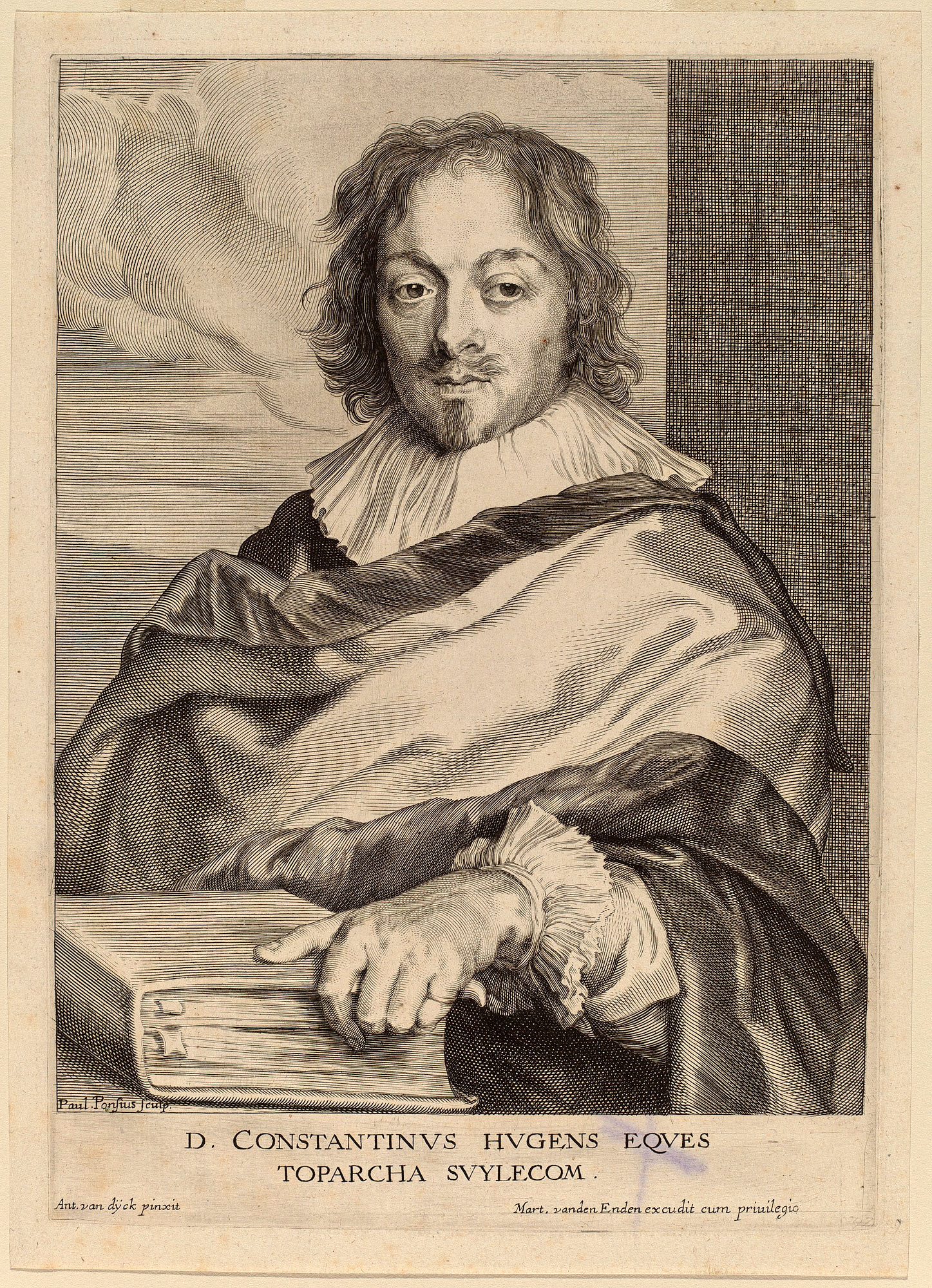
Huygens in de jaren 30, een kopergravure van de Vlaamse kunstenaar Paulus Pontius

In 1620, tegen het eind van het Bestand, reisde Huygens als secretaris van ambassadeur François van Aerssen mee naar Venetië. De heenreis liep via Nijmegen, Heidelberg, Tübingen, Schaffhausen, Zürich, de Splügenpas, Verona en Vicenza en duurde zeven weken. Hij was verrukt van het Teatro Olimpico en andere gebouwen, ontworpen door Andrea Palladio. Het gezelschap voer met een boot over de Brenta. Het doel van deze missie was evenwel het verwerven van protestantse steun in de oorlog tegen Spanje en het verleggen van de militaire aandacht naar Duitsland. Huygens had zijn functie binnen het gezantschap mede te danken aan zijn talenkennis. Hij maakte een goede indruk op de doge Antonio Priuli. Huygens had graag kennisgemaakt met de geleerde monnik Paolo Sarpi, om hem persoonlijk een brief te overhandigen afkomstig van Daniël Heinsius, maar Sarpi weigerde stappen te ondernemen waar hij later op zou kunnen worden aangesproken. Huygens ging wel op bezoek bij de kunsthandelaar Daniël Nijs om diens collectie klassieke standbeelden te bewonderen. Hij hoorde in een kerk muziek die werd uitgevoerd door vier teorben, twee cornetten, twee fagotten, twee violen, een contrabas, een orgel en een koor van tien of twaalf stemmen onder leiding van de wijdvermaarde Claudio Monteverdi. Huygens bleek een durfal en beklom op de terugweg de spits van de toren van de kathedraal van Straatsburg (142 meter) aan de buitenkant.
Een jaar later reisde hij als secretaris van zes gezanten van de Staten naar Engeland. In oktober 1622 werd hij door koning James I tot ridder geslagen.

### Eerste gepubliceerde dichtwerken
In 1617 verscheen voor het eerst een gedicht van Huygens in druk: Larmes sur la Mort de feu Monsieur Maurice de Nassau, een rouwklacht over de dood van Maurits van Nassau jr. (1604-1617), een buitenechtelijke zoon van Prins Maurits van Oranje en Margaretha van Mechelen.
In 1619 kwam Huygens in contact met Anna Roemers Visscher en Pieter Cornelisz Hooft. Met Anna wisselde Huygens heel wat gedichten. In 1621 ontstond er ook een gedichtenuitwisseling met Hooft. Beide dichters probeerden elkaar te overtreffen.
In zijn jeugd had Huygens voornamelijk gedichten geschreven in de Latijnse en Franse taal. De Zeeuwse dichter Jacob Cats stimuleerde hem te dichten in het Nederlands. In oktober 1621 stuurde Huygens een lang gedicht aan Cats, Batava Tempe. Dit werk was een lofzang op zijn geboorteplaats Den Haag en meer in het bijzonder op het Voorhout, waar hij woonde. In december begon hij aan een ander lang dichtwerk, ’t Kostelick Mal, een bijtende satire op de dwaasheid van de mode. Deze was volgens Huygens kenmerkend voor de inconstantia (wispelturigheid), waar de nuchtere, christelijke mens niets mee van doen wil hebben.
In 1623 vond het huwelijk plaats tussen Maria Tesselschade en Allard Crombalch. Voor deze gelegenheid werden verzen geschreven door Huygens, Hooft en Vondel. Tijdens het feest flirtte Constantijn met Machteld van Kampen, en dat gaf hem inspiratie tot het gedicht Vier en vlam.
In 1624 voltooide Huygens Zedeprinten (karakterschetsen), een verzameling satirische, moralistische gedichten met persoonsbeschrijvingen in de stijl van de Griekse geleerde Theophrastus. Zedeprinten bevat portretten van beroepsbeoefenaren, zoals de koning, de soldaat, de gezant en de hoveling. Ook in 1624 schreef Huygens Stede-stemmen en dorpen, een bundel tienregelige gedichten over achttien steden en zes dorpen in Holland en West-Friesland. Het belangrijkste thema van dit werk is het heldendom van de Hollanders in de strijd tegen Spanje. Huygens beschouwde Zedeprinten en Stede-stemmen en dorpen als zijn beste vroege werken.
In 1625 verscheen de bundel Otia of Ledige uren, waarin al zijn dichtwerken tot dan toe zijn gepubliceerd. Dit jaar vormde de afsluiting van Huygens' jeugd- en vormingsjaren. Hij kreeg een vaste betrekking als secretaris van Frederik Hendrik, die, na het overlijden van prins Maurits, tot stadhouder was benoemd.

### Huwelijk met Suzanna van Baerle

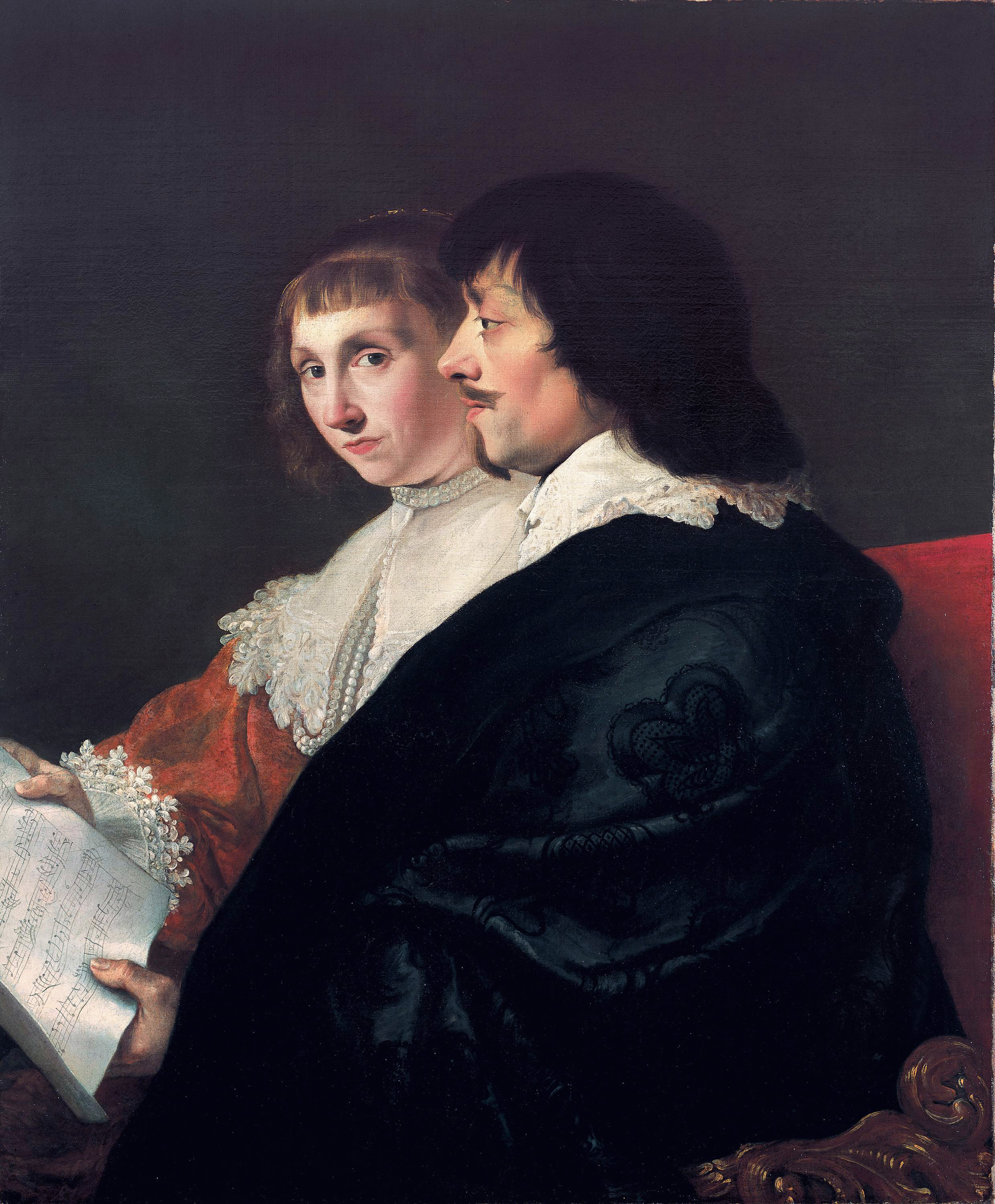
Dubbelportret van Constantijn Huygens en echtgenote Suzanna van Baerle door Jacob van Campen, ca. 1635

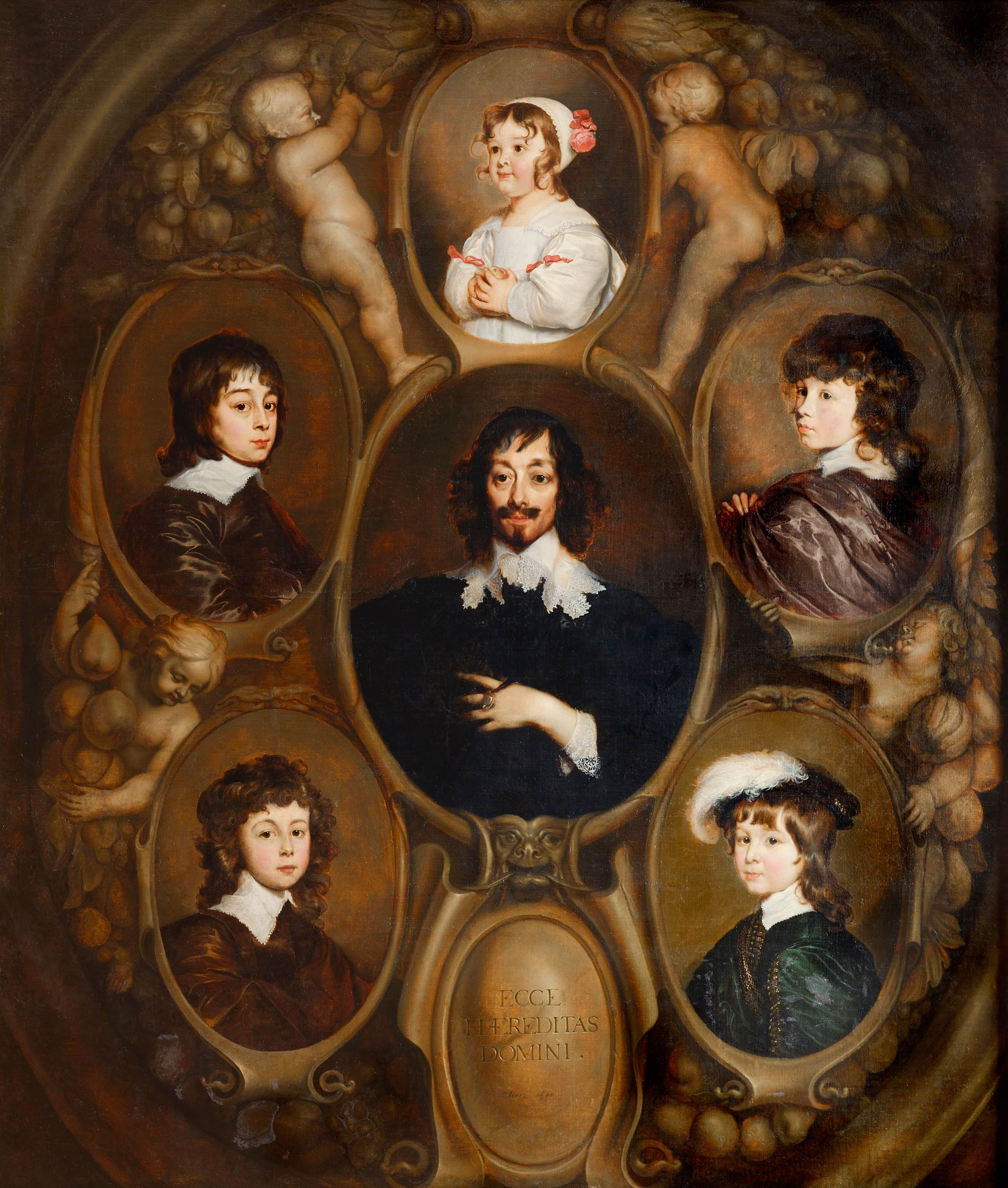
Constantijn Huygens en zijn vijf kinderen, geschilderd door Adriaen Hanneman

In 1626 werd Constantijn verliefd op Suzanna van Baerle (1599-1637). Eerdere hofmakerijen van de familie Huygens om haar voor zijn broer Maurits te winnen, waren mislukt. Constantijn schreef diverse sonnetten voor haar, waarin hij haar zijn 'Sterre' noemt. Op 6 april 1627 vond het huwelijk plaats, dat Huygens in zijn Dagh-werck beschrijft. Aan Dagh-werck, dat bijna tweeduizend regels telt, heeft Huygens gedurende zijn hele huwelijk met Suzanna geschreven. Ze kregen vijf kinderen; in 1628 werd hun eerste zoon, Constantijn, geboren, in 1629 volgde Christiaan, in 1631 Lodewijk en in 1632 Philips. In 1637 werd dochter Susanna geboren, maar twee maanden na de bevalling overleed haar moeder Suzanna. Enige weken later verhuisde de familie naar het Huygenshuis.

### Diplomaat
Constantijn Huygens maakte een voorspoedige loopbaan door, ondanks de tegenslagen; het overlijden van zijn moeder (1633) en zijn vrouw. In 1630 werd hij benoemd tot raad en rekenmeester, hetgeen inhield dat hij de Oranjes assisteerde in het beheer van hun goederen. Deze betrekking leverde hem zo’n duizend gulden per jaar op. In hetzelfde jaar kocht hij de heerlijkheid Zuilichem. Hij kon zich voortaan heer van Zuilichem noemen. In 1632 benoemde koning Lodewijk XIII van Frankrijk hem tot ridder in de Orde van Saint-Michel. In 1643 zou nog het verlof volgen om voortaan in zijn wapen een gouden lelie op een blauw veld te voeren.
In 1634 ontving Huygens van prins Frederik Hendrik van Oranje een stuk grond in Den Haag aan de noordzijde van het Binnenhof (het huidige Plein), vlak bij de plek waar een goede vriend van Huygens, Johan Maurits graaf van Nassau, rond dezelfde tijd zijn huis (Mauritshuis) liet bouwen. Het huis van Huygens droeg op de voorgevel drie standbeelden van vrouwen, drie zinnebeelden van de voorwaarden waaraan een goed bouwwerk dient te voldoen; symmetrie, sterkte en gemak.
In deze periode stond Huygens in contact met diverse geestverwanten. Zo maakte hij begin jaren dertig kennis met René Descartes. Ook had hij contacten met P.C. Hooft (hij beoordeelt diens Historiën) en met de kunstschilder Rembrandt van Rijn. Hij schreef poëzie (hij had veel belangstelling voor de poëzie van John Donne, van wie hij gedichten vertaalde), componeerde en musiceerde.

### Weduwnaar

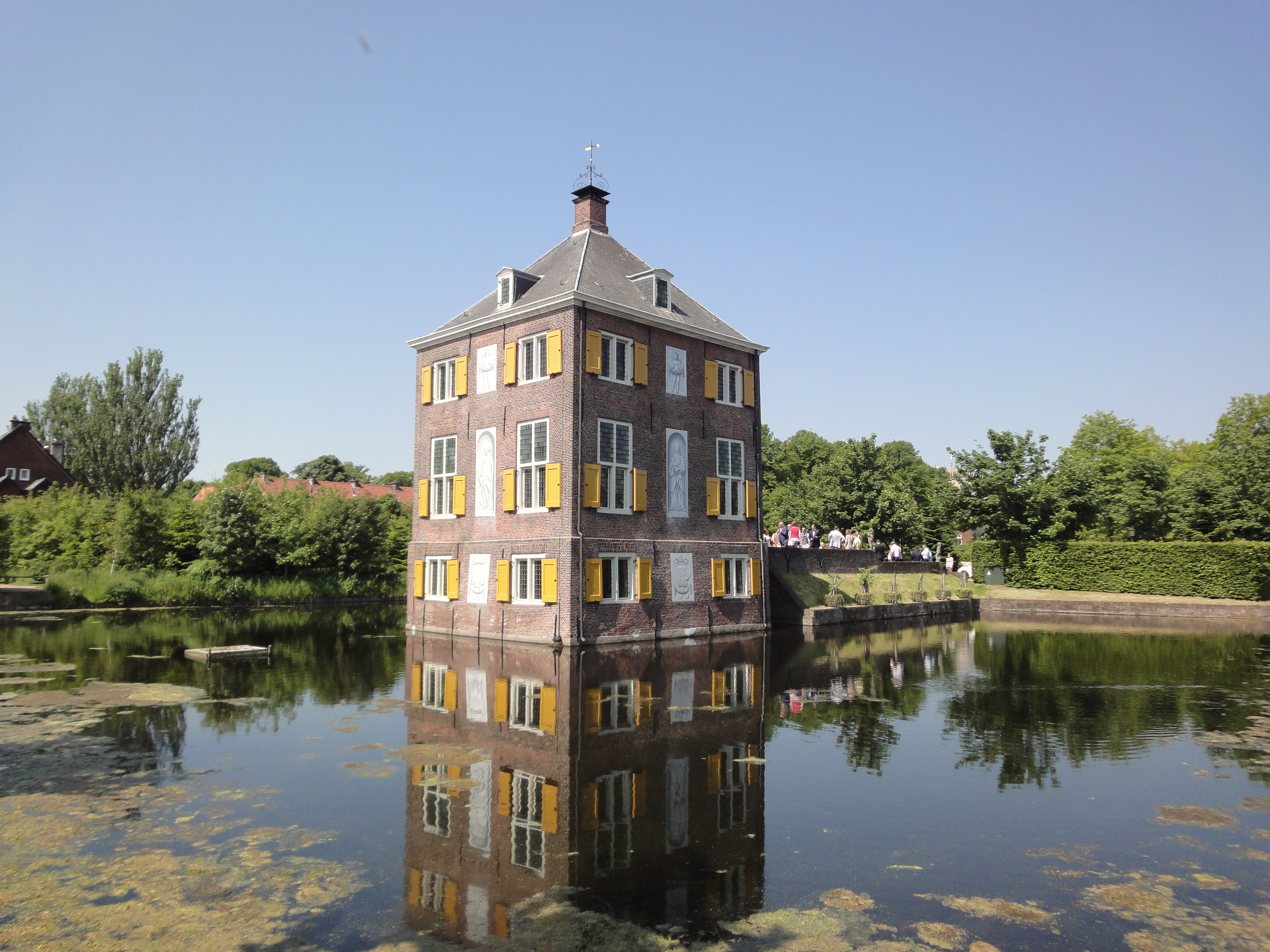
Hofwijck

Na de dood van Suzanna in 1637 nam zijn nicht Catharina Sweerius de leiding van het huishouden in huize Huygens op zich. Constantijn kon maanden niet dichten van verdriet. Uiteindelijk dichtte hij, geïnspireerd door Petrarca, het sonnet 'Op de dood van Sterre' (in 1638). Hij voegde het gedicht toe aan zijn Dagh-werck, dat hij verder onvoltooid liet: De dag is nog niet om, maar zijn Sterre is al dood. Nadat hij het onvoltooide werk aan verscheidene vrienden ter goedkeuring had laten lezen, publiceerde hij het uiteindelijk in 1658 als deel van zijn Koren-bloemen.
Na een paar jaar als weduwnaar kocht Huygens een stuk grond in Voorburg om er zijn buitenverblijf Hofwijck te laten bouwen. Het huis werd in 1642 ingewijd door vrienden en verwanten. In zijn buiten wilde Constantijn ontsnappen aan de wereld en in stilte op adem komen. In hetzelfde jaar overleed zijn broer Maurits. Ook dit verlies trof Constantijn diep. Nederlandse poëzie schreef hij dat jaar weinig, wel veel epigrammen in het Latijn. Kort daarna begon hij aan het schrijven van puntdichten in het Nederlands, veelal speels van aard.
In 1642 begeleidde Constantijn een bezoek aan Nederland van koningin Henriette Maria, de vrouw van koning Karel I van Engeland. Een van haar hofdames was Utricia Ogle. Constantijn valt voor haar en haar zangkunst en hij maakte arrangementen op de klavier voor de liederen die zij zong. Ook wijdde hij vele versregels aan haar. Als Constantijn haar hoort zingen in zijn tuin op zijn buiten, Hofwijck, zegt hij dat zij zingt als een nachtegaal. Huygens onderhield gedurende lange tijd een correspondentie met haar. Een paar jaren later droeg hij een liederenbundel aan deze zangeres en klaveciniste op: Pathodia sacra et profana, in 1647 uitgegeven in Parijs. Deze bundel omvat 39 composities met sacrale teksten in het Latijn en in het Frans en met Italiaanse profane teksten van amoureuze aard.
In 1644-’45 schreef Huygens een wat ernstiger werk. Als nieuwjaarsgeschenk voor Leonore Hellemans, de echtgenote van P.C. Hooft, dichtte hij de Heilighe Daghen, een serie sonnetten op de christelijke feestdagen. In 1647 volgde een ander werk waarin spel en ernst verenigd zijn, het gedicht Ooghentroost, gericht aan Lucretia van Trello, die halfblind dreigde te worden. Het gedicht moest haar troost bieden.
In 1645 gingen zijn beide zonen Constantijn jr. en Christiaan in Leiden studeren. In die jaren ging het steeds slechter met stedendwinger Frederik Hendrik, Huygens beschermheer en vertrouweling, en in 1647 overleed hij ten slotte. De nieuwe stadhouder Willem II koesterde veel waardering voor Huygens en gaf hem de heerlijkheid Zeelhem in eigendom. In 1650, twee jaar na het eind van de Tachtigjarige Oorlog, stierf hij echter op jeugdige leeftijd. Zijn opvolger Willem III van Oranje-Nassau werd een week later geboren. De dood van Willem II vormde het begin van het Eerste Stadhouderloos Tijdperk.
In 1648 schreef Huygens Twee ongepaerde handen op een klavecimbel. Dit werk wordt wel in verband gebracht met Marietje Casembroot, een vijfentwintig jaar jongere klaveciniste, met wie hij zijn liefde voor muziek kon delen.
In 1650-1652 schreef Huygens het hofdicht Hofwijck, waarin hij de genietingen van zijn buitenverblijf beschrijft. Er wordt wel gedacht dat het gedicht Hofwijck Huygens’ poëtisch testament vormde, een memento mori voor hemzelf. Hij had vele dierbaren verloren in die tijd: Hooft (1647), Barlaeus (1648), Maria Tesschelschade (1649) en Descartes (1650).

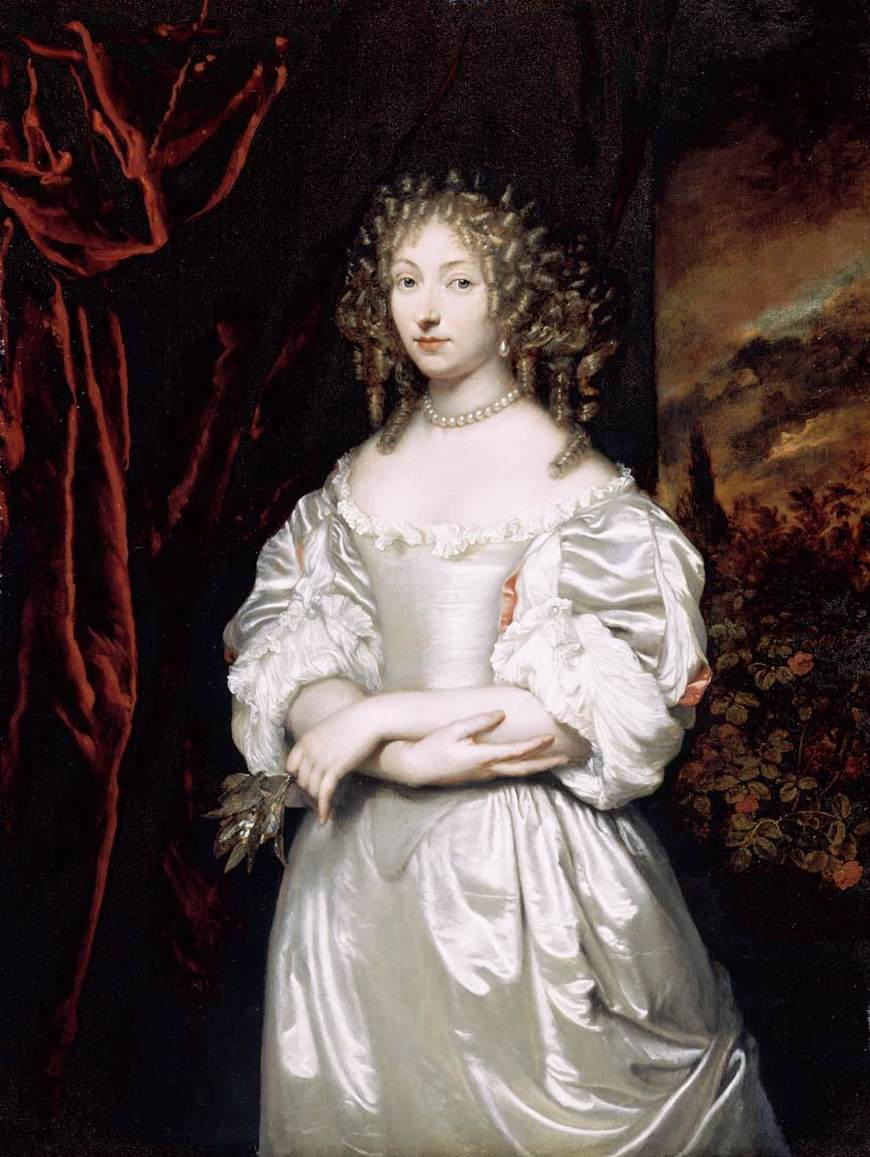
Suzanna Huygens omstreeks 1667, geschilderd door Caspar Netscher

### Stadhouderloos tijdperk
Met de intrede van het stadhouderloze tijdperk in 1651 was er minder werk voor Huygens als secretaris. Daarbij kreeg hij steeds minder waardering van de weduwe van Frederik Hendrik, Amalia van Solms. Het accent van Huygens’ werkzaamheden verschoof steeds meer naar zijn voorzitterschap van de Domeinraad der Oranjes. Hij moest in die tijd voor zijn betrekkingen regelmatig reizen. 
In deze periode correspondeerde Huygens ook met verschillende andere geleerde en kunstzinnige vrouwen in binnen- en buitenland, onder wie Anna Maria van Schurman en Margaret Cavendish.
Cavendish had een boek, Poems and fancies, geschreven, dat een lange paragraaf bevat met haar ideeën over de atoomtheorie. Kennelijk had Constantijn Huygens dit geschrift gelezen. Nadat hij door zijn muzikale vriendin Utricia Ogle, nicht van William Cavendish, aan Margaret was voorgesteld, begonnen zij een uitgebreide correspondentie. Constantijn en Cavendish, die zelf ook dichtte en toneelstukken schreef, ontmoetten elkaar tweemaal in Antwerpen en correspondeerden uitgebreid met elkaar over wetenschappelijke ontwikkelingen en filosofie. Hij vertaalde delen van haar werk in het Latijn, zodat het ook toegankelijk was voor geleerden in andere landen. Een deel van hun correspondentie wijdden zij aan het fenomeen Prins Ruperts druppel en wat de oorzaak is van de exotische eigenschappen daarvan: de druppel is nog niet met een mokerslag kapot te krijgen, terwijl de druppel ontploft als een stukje van haar staart wordt afgebroken. Zij kunnen het beiden niet verklaren.
In deze periode had Huygens moeite zijn zoons aan een bestuurlijke betrekking te helpen. Christiaan ambieerde geen bestuurlijke functie, hij had zijn zinnen op de wetenschap gezet en bouwde een wereldreputatie op. In 1657 overleed Philips na een korte ziekte tijdens een gezantschapsreis in Pruisen. In datzelfde jaar werd Huygens ernstig ziek, maar hij genas op wonderbaarlijke wijze. Rond de kerstdag verscheen de verzameluitgave van zijn Nederlandse gedichten, de Koren-bloemen. Enkele belangrijke onderdelen zijn Heilighe Daghen (1645), Ooghen-troost (1647), Hofwijck (1653) en Trijntje Cornelis (1653).
Het laatstgenoemde werk, een komedie, beschrijft de avonturen van een Zaanse schippersvrouw die bij een bezoek aan Antwerpen terechtkomt aan de zelfkant van de maatschappij. Dit stuk, geschreven in sappig dialect, getuigt van een zeldzaam taal- en uitdrukkingsvermogen van de auteur. Huygens vond het stuk zelf echter te plat voor opvoering in een schouwburg, en benadrukte dat hij het stuk in vrij korte tijd geschreven had, als ontspanning.
In 1660 trouwde dochter Suzanna met neef Philips Doubleth, de zoon van Huygens’ zus Geertruijd. In 1661, inmiddels grootvader geworden, werd Huygens door de kring der voogden van Willem III naar Frankrijk gestuurd om Orange terug in het bezit van de Oranjes te krijgen. Als resultaat werd de landstreek in 1665 ontruimd en teruggeven aan de Oranjes.
Bij zijn terugkeer in Nederland zag Huygens voor het eerst de nieuwe, bestrate tolweg door de duinen van Den Haag naar Scheveningen, die hij zelf in 1653 had ontworpen. Deze Scheveningseweg loopt van het Haagse Noordeinde naar de Oude Kerk in Scheveningen. In het boek Zee-straet (1667) beschrijft Huygens zijn ontwerp, de argumenten voor de aanleg van de weg en de tegenstand die hij ontmoette.
In 1667 schaften de Staten van Holland het stadhouderschap af met het Eeuwig Edict. Huygens was daar tegen. In het volgende jaar werd Willem III gehuldigd als eerste edele van Zeeland.

### Rampjaar 1672

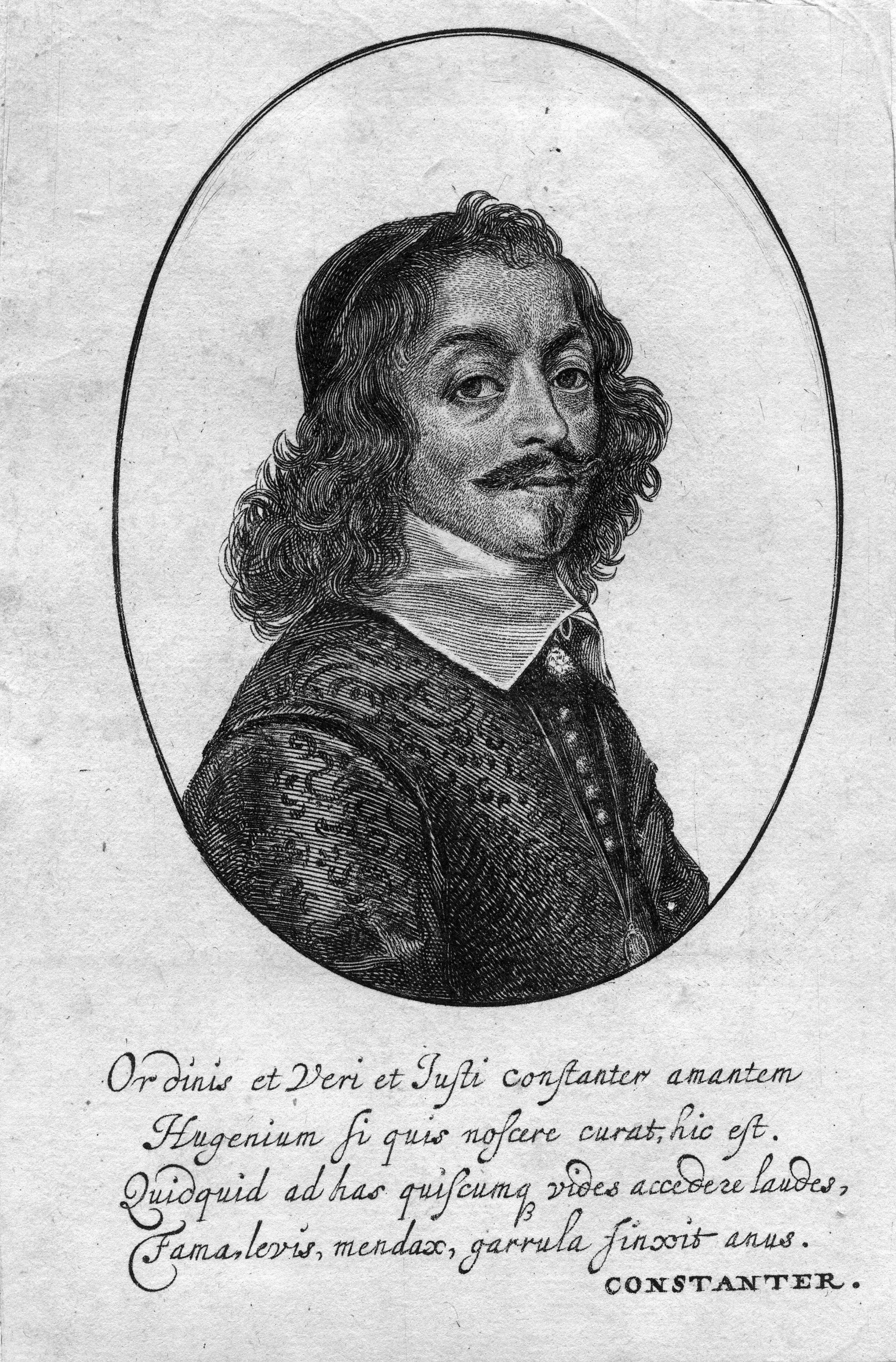

In het Rampjaar 1672 werden de Nederlanden vanuit het zuiden aangevallen door de Franse koning, die doordrong tot Utrecht, waar hij werd tegengehouden door de Hollandse waterlinie. Vanaf zee vielen Engeland en Frankrijk aan en werden tegenhouden door de Hollandse vloot. Vanuit het oosten viel Bernhard von Galen, bisschop van Münster, het noordoosten aan en belegerde in de zomer de stad Groningen. Op 20 augustus 1672 vond de moord op de gebroeders De Witt plaats.
Onder leiding van de Prins van Oranje werden alle binnenvallende vijanden in twee jaar verdreven. De ambteloze zoons van Huygens kregen de kans een betrekking te bemachtigen. Constantijn jr. was al vóór de moord op de gebroeders De Witt als secretaris van Willem III aangesteld en Lodewijk werd benoemd tot drost van Gorcum, maar werd in 1676 aangeklaagd wegens machtsmisbruik.
Tijdens het rampjaar verscheen de tweede druk van de Koren-bloemen; de bundel bevat 27 boeken. Nieuw zijn de Zee-straet, Mengelingh (een afdeling ernstige gedichten van na 1657) en zeven boeken met 'snel-dicht'. Omdat Huygens ouder werd, zocht hij steeds vaker zijn toevlucht in de muziek. In totaal heeft hij circa 769 composities geschreven.

### Laatste jaren
In 1676 sneuvelde admiraal Michiel de Ruyter, in maart 1677 werd diens gebalsemde lichaam in de Amsterdamse Nieuwe Kerk bijgezet. Huygens was aanwezig als president van de prinselijke Domeinraad en vertegenwoordiger van de Oranjes. In datzelfde jaar trouwde Willem III met prinses Mary, de dochter van de hertog van York.
In 1678 schreef Huygens een autobiografie: De vita propria, sermonum inter liberos (Mijn leven, verteld aan mijn kinderen). Dit Latijnse leerdicht was niet bedoeld voor publicatie maar alleen voor zijn mannelijke nakomelingen, die een voorbeeld moesten nemen aan zijn leven.
In februari 1680 bezocht Huygens de eerste Nederlandse operaproductie, opgezet door Dirck Strijcker. Zijn zoon Constantijn jr. trok met zijn gezin uit het huis van zijn vader. Om het geroddel dat daarna ontstond te weerleggen, schreef Huygens zijn Cluijs-werck, waarmee hij ons een blik gunde in het doen en laten in de laatste fase van zijn leven.
Op Goede Vrijdag 28 maart 1687 overleed Constantijn Huygens op negentigjarige leeftijd. Hij was na het overlijden van Susanna van Baerle, 50 jaar eerder, nooit hertrouwd. Een week later werd hij in de Grote Kerk te Den Haag begraven.

## Bibliografie

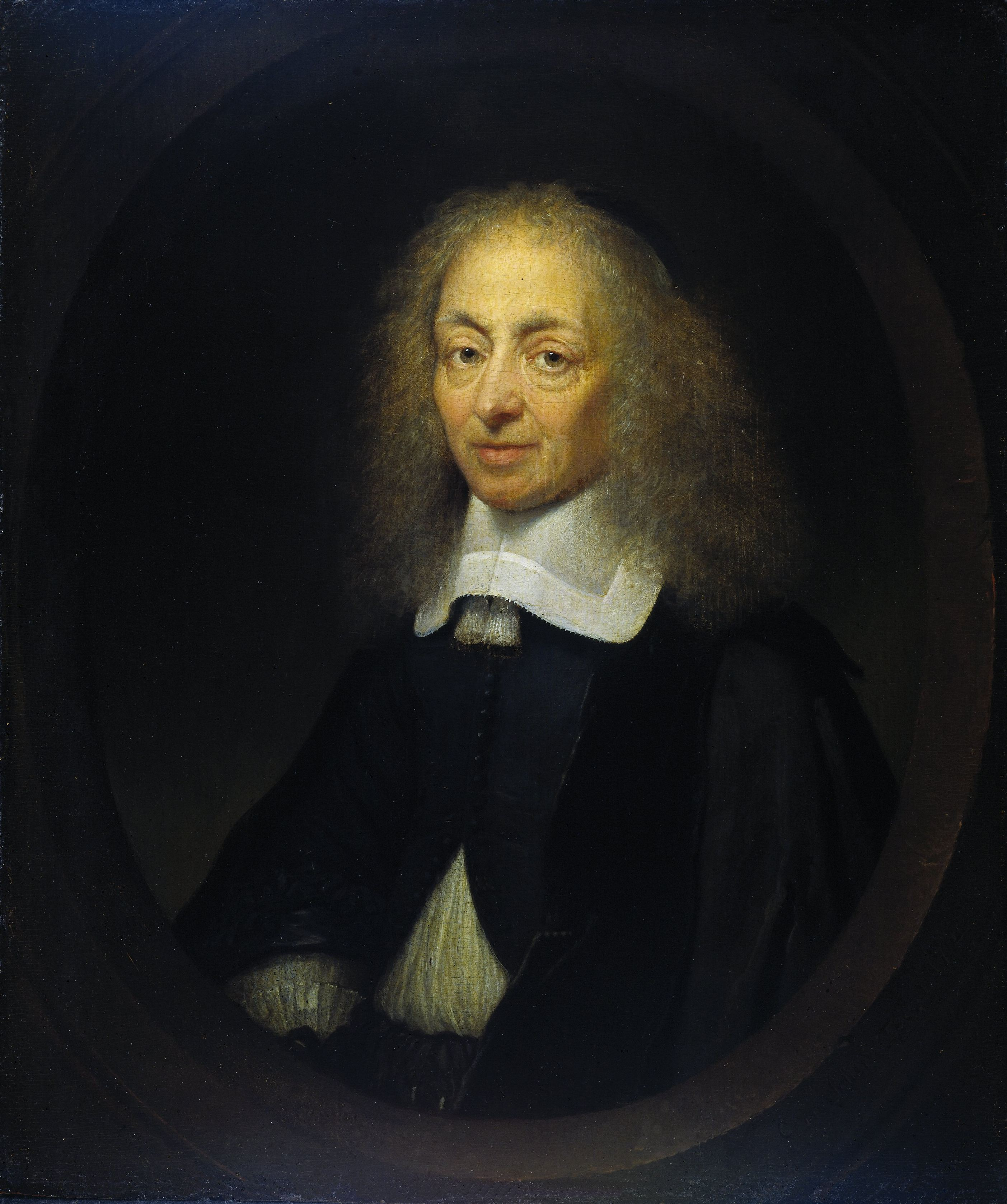
Constantijn Huygens als zeventiger (Caspar Netscher, 1672)

## Gedicht 1
Pier liep my tegen 't lyf, en wou geen stroo-breed wycken;
Hy sei, 't en lust hem niet voor yder geck te strycken;
Maer, seid ik, dat lust my,
En trad van 't sandpad af en liet den geck voorby.

## Gedicht 2
Aan Mevrouw van Merode
Zoet vrouwtje, wier gebed gebod is over mij,
Verwacht gij nog in dicht hoe 't afgelopen zij
Met mijn uitheemse reis? Ik zal z' in 't kort vertellen.
Zo heb ik omgezwierd met mijn drie jonggezellen:
Ter Goud' heb ik vernacht en in ons Monnikland,
En op mijn Zuilichem, en aan de overkant
Ten Bosch en t' Eindhoven, te Bree, te Maastricht binnen,
Te Luik, de grote stad van ongeruste zinnen,
Te Maastricht andermaal, te Aken eens in 't bad,
Te Spa vier weken lang eens daags door en door nat,
Te Butgenbach, Sint Vijt, en Dasburg en Vianden,
Te Echternach en Trier, en langs de Moezelstranden,
Te Kobelenz, te Bonn, te Keulen, Dusseldorf,
Te Moers, te Krefeld, weer te Moers en met een korf
Vol voedsel op de Rijn voor Wesel, voor Nijmegen,
Voor Monnikland, en thuis, door Gods gewenste zegen.
Waar ik geslapen heb, is afgekerfd; hoe lang
Zal best bij monde gaan. In rijm viel 't mij te bang.
In 't gros zeg ik ervan, als 't iemand kwam te vragen:
'De reis is net gedaan in viermaal twintig dagen.'
Houdt gij u dan voldaan, zo ben ik 't meer dan gij,
Zoet vrouwtje, wier gebed gebod is over mij.
Constantijn Huygens (1596–1687)

## Autobiografieën
- Constantijn Huygens, Mijn Jeugd. Vertaling en toelichting C.L. Heesakkers. Amsterdam 1987. Griffioen-reeks.
- Constantijn Huygens, Mijn leven, verteld aan mijn kinderen; ingeleid, bezorgd en van commentaar voorzien door F.R.E. Blom. Amsterdam 2003. 2 delen.
- Constantijn Huygens (2003) Journaal van de reis naar Venetië. Vertaald en ingeleid door Frans R.E. Blom.

## Portretten
- 1627: Van Huygens met zijn klerk bestaat een schilderij door Thomas de Keyser
- 1628: Jan Lievens schilderde Constantijn Huygens omstreeks 1628
- 1635: In het Mauritshuis hangt een schilderij met een dubbelportret van Constantijn Huygens en zijn vrouw Suzanna van Baerle van omstreeks 1635, waarschijnlijk geschilderd door Jacob van Campen